# 沙坪坝街道
沙坪坝街道，是中华人民共和国重庆市沙坪坝区下辖的一个乡镇级行政单位。

## 行政区划
沙坪坝街道下辖以下地区：
一心村社区、沙正街社区、建工村社区、劳动路社区、饮水村社区、中渡口社区、新华村社区和松林坡社区。